# Irma Elizondo Ramírez
Irma Elizondo Ramírez (Sabinas, Coahuila, 21 de noviembre de 1945 - México, D. F., 4 de agosto de 2014) fue una política mexicana, miembro del Partido Revolucionario Institucional, que se desempeñó como diputada federal entre 2012 y 2014.
Era licenciada en Ciencias de la Educación egresada de la Universidad Autónoma del Noreste campus Piedras Negras; entre 1982 y 1985 y de nuevo de 1995 a 1999 ocupó la dirigencia del Organismo de Mujeres Príistas en Coahuila y de 1987 a 1989 fue regidora del Ayuntamiento de Piedras Negras; fue elegida en dos ocasiones diputada al Congreso de Coahuila, de 1997 a 1999 y de 2009 a 2011.
En 2012 fue elegida diputada federal por el Distrito 01 de Coahuila a la LXII Legislatura que debería de haber concluido en 2015, fue postulada después de que el candidato original, Jesús Mario Flores Garza, tuviera que dejar el cargo para poder cumplir con los principios de equidad de género; en la Cámara de Diputados se desempeñaba como secretaria de las comisiones de Cultura y Cinematografía, y de Fortalecimiento a la Educación Superior y la Capacitación para Impulsar el Desarrollo y la Competitividad, así como integrante de las de Asuntos Frontera Norte y de Igualdad de Género.
Falleció en la Ciudad de México el 4 de agosto de 2014 a los 68 años, a causa de un infarto, después de las sesiones en que fueron aprobadas las leyes de la denominada reforma energética; su cuerpo fue localizado por la también diputada Miriam Cárdenas Cantú.